# پائوپه
پائوپه (به لاتین: Paope) یک منطقهٔ مسکونی در استونی است که در شهرستان هیو واقع شده‌است.